# Autismo atípico
El autismo atípico era una categoría diagnóstica utilizada en el DSM IV cuando existía una alteración grave y generalizada en el desarrollo de la interacción social, o de las habilidades de comunicación no verbal, o cuando la persona manifiesta un comportamiento estereotipado (es decir, poco fluido o dinámico), pero no se cumplían los criterios para un trastorno generalizado del desarrollo específico (como por ejemplo el Trastorno Autista, el síndrome de Rett o el síndrome de Asperger). Estaba incluida dentro de la categoría trastornos generalizados del desarrollo no específico (299.80 según el DSM-IV, y F84.9 según la CIE-10).
Al igual que el resto de los trastornos generalizados del desarrollo, se inicia durante los primeros años de la vida y en ocasiones se relaciona con algún grado de discapacidad mental. En general, las personas que padecen de autismo atípico tienen un grado de desenvolvimiento social un poco mejor que los casos con autismo propiamente dicho.
Esta categoría diagnóstica desapareció en la última edición del DSM (DSM 5, 2013). En el CIE-10 de 1992 permanece, aunque está en preparación una nueva edición prevista para 2018, en la que la permanencia de este sistema categorial podría ser revisada.